# Kevin Sullivan
Kevin B. Sullivan, född 20 augusti 1949, är en amerikansk demokratisk politiker, som har varit viceguvernör i Connecticut.

## Tidigt liv
Kevin Sullivan har bott i West Hartford, Connecticut, sedan han var liten. Han gick i offentliga skolor där. Han tog examen från Trinity College 1971. Senare studerade han juridik och tog examen från University of Connecticut School of Law 1982.

## Borgmästare och delstatssenator
Kevin Sullivan är medlem av Demokraterna. Innan han valdes till Connecticuts senat, var Sullivan borgmästare i West Hartford och satt i stadens fullmäktige i fem år. När han var borgmästare sänktes stadens skatt för första gången i modern historia.
I Connecticuts senat fokuserade Sullivan på utbildningsreformer, fiskal politik och psykiatrisk hälsovård. Han blev ledare för senaten sedan han organiserat en kampanj 1997 för att återfå majoriteten till Demokraterna.

## Viceguvernör
När guvernör John G. Rowland avgick, blev viceguvernör M. Jodi Rell guvernör. Senatens ledare, Sullivan, svors samtidigt in som viceguvernör, den 1 juli 2004.
Tidigt under sin mandatperiod utsåg Rell Sullivan till ordförande för delstatens myndighet för psykiatrisk hälsovård. Hans arbete där ledde till stora förbättringar.
Sullivan valde att varken kandidera till viceguvernör eller guvernör 2006. Han stödde John DeStefano, Jr. i Demokraternas primärval inför guvernörsvalet, men DeStefano förlorade guvernörsvalet mot den sittande guvernören M. Jodi Rell. Sullivan efterträddes som viceguvernör av Michael Fedele den 3 januari 2007.

## Senare
Efter sin tid som viceguvernör har Sullivan undervisat i media och politik vid Quinnipiac University och är nu verkställande direktör vid Children's Museum of Connecticut. Han är också författare till ett träningsprogram som heter "Why Bad Government Happens to Good People".
Sullivan är gift med läraren och fullmäktigeledamoten i West Hartford Dr. Carolyn Thornberry.